# .kkrieger
.kkrieger (z niem. Krieger, wojownik) — gra komputerowa z gatunku first-person shooter stworzona przez niemiecką demogrupę .theprodukkt (były oddział Farbrausch). Stanowiła ona szczególne osiągnięcie w zakresie oszczędności zasobów.
.kkrieger jest eksperymentalną produkcją, której początek tworzenia przypadł na połowę 2002 roku. Jej wersja beta została ukończona w kwietniu 2004 roku, a krótko potem gotowy program pojawił się na europejskim festiwalu demosceny Breakpoint. Zdobył tam nagrodę w kategorii najlepszej gry o rozmiarze nie większym niż 96 kilobajtów; konkretnie .krieger liczy sobie 97 280 bajtów, lecz mimo to obsługuje trójwymiarowe środowisko wykorzystujące technologię Direct3D oraz biblioteki DLL.